# 2-辛基十二醇
2-辛基十二醇是一种有机化合物，化学式为C20H42O，它可由辛醇和癸醇的盖尔贝反应制得。
它和N-溴代丁二酰亚胺、三苯基膦反应，可以得到9-溴甲基十九烷。